# Pârșcoveni
Pârșcoveni est une commune roumaine située dans le județ d'Olt.